# Ava Gaudet
Pour les articles homonymes, voir Gaudet.
Ava Gaudet est une actrice américaine.

## Biographie
Elle fait partie du casting de la série TV Ugly Betty dans le rôle de Gina Gambarro.

## Filmographie

### Cinéma
- 2009 : Evil Angel : Carla
- 2009 : Level 26: Dark Origins (Court-métrage) : Constance Brielle
- 2009 : Hurt : Elise Montoya
- 2020 : I Care a Lot de J Blakeson

### Télévision
- 2006 et 2008 : Ugly Betty (série télévisée) : Gina Gambarro
- 2007 : See Jayne Run : Jessica
- 2011 : NCIS : Enquêtes spéciales (série télévisée) : Lisa Bock